# ビッグタウン
『ビッグタウン』（原題：The Big Town）は、1987年の米国映画。
1950年代を舞台に、田舎町から大都会シカゴに出てきた若いギャンブラーが、クラブの魅惑的なストリッパーと恋に落ちて、危険な罠にはまる姿を描いた青春映画。主演はマット・ディロン。2個のダイスの目の合計で勝負するクラップスというゲームが劇中に出てくる。ヒロイン役のダイアン・レインが同年製作の『愛は危険な香り』に続いてヌードになったことも話題になった。

## キャスト
- J・C・カレン：マット・ディロン
- ロリー・デーン：ダイアン・レイン
- コール：トミー・リー・ジョーンズ
- ミスター・エドワーズ：ブルース・ダーン
- ファーガスン・エドワーズ：リー・グラント
- フィル・カーペンター：トム・スケリット
- アギー：スージー・エイミス
- ：ロリータ・ダヴィドヴィッチ
- ：サラ・ポーリー
- ：デヴィッド・ジェームズ・エリオット
- ：マーク・ストレンジ
- ：デイヴィッド・マーシャル・グラント

## スタッフ
- 監督：ベン・ボルト
- 原作：クラーク・ハワード
- 脚本：ロバート・ロイ・プール
- 製作総指揮：ジーン・クラフト
- 製作：マーティン・ランソホフ
- 撮影：ラルフ・D・ボード
- 美術：ダン・ヤーリ
- 音楽：マイケル・メルヴォイン